# Amelanchier oblongifolia
Amelanchier oblongifolia là loài thực vật có hoa trong họ Hoa hồng. Loài này được (Torr. & A. Gray) M. Roem. mô tả khoa học đầu tiên năm 1847.